# Mamma mia/In poche parole ti amo
Mamma mia/In poche parole ti amo è il 15° singolo de I Camaleonti, pubblicato in Italia nel 1969.

## Tracce
Lato A
1. Mamma mia – 3:36 (testo: Mogol – musica: Lucio Battisti)

Lato B
1. In poche parole ti amo – 3:44 (testo: Daniele Pace – musica: Detto Mariano)